# Weiße Hammermuschel
Die Weiße Hammermuschel (Malleus albus) ist eine Muschel-Art aus der Familie der Hammermuscheln (Malleidae).

## Merkmale
Das ungleichklappige, sehr große Gehäuse ist in der Dorsoventralrichtung stark verlängert. Ebenso sind vorderer und hinterer Dorsalrand stark verlängert. Die Fortsätze sind vergleichsweise schmal und in etwa gleich lang. Das Gehäuse ist dadurch im Umriss hammer- oder T-förmig, wobei der „Stiel“ senkrecht oder leicht schräg zum Dorsalrand (oder Schlossrand) steht. Es wird bis etwa 24,5 cm lang (bzw. hoch, der „Stiel“), bei einer Breite des Dorsalrandes („Kopf“) von bis etwa 25 cm. Die Ränder der Klappen sind wellig, sie passen jedoch genau ineinander. Im Querschnitt ist das Gehäuse abgeflacht („komprimiert“). Es ist nur ein Schließmuskel vorhanden. Das Schloss ist ohne Zähne. Das Ligament liegt in einer dreieckigen Ligamentgrube. Im Adultgehäuse wird der Byssusschlitz reduziert. Auch die Muskeleindrücke werden undeutlich.
Die Schale ist aragonitisch mit einer dicken äußeren kalzitischen (prismatische Lage), und ausgesprochen dickschalig. Sie ist schmutzigweiß, cremefarben oder leicht gelblich gefärbt, innen ist sie cremefarben. Direkt unterhalb des Dorsalrandes befindet sich ein Schalenfeld bestehend aus Perlmutt. Die Ornamentierung besteht aus randparallelen Streifen, die rippenartig verstärkt sein können.
Rechte und linke Klappe des gleichen Tieres:

Rechte Klappe
Linke Klappe

## Ähnliche Arten
Die Gehäuse der Weißen Hammermuschel sind etwas regelmäßiger als die Gehäuse der Schwarzen Hammermuschel (Malleus malleus), und überwiegend weißlich im Vergleich mit der Schwarzen Hammermuschel, die überwiegend dunkel bis schwärzlich gefärbt sind.

## Geographische Verbreitung, Lebensraum und Lebensweise
Das Verbreitungsgebiet der Weißen Hammermuschel reicht von Mitteljapan bis nach Nordaustralien. Im Indischen Ozean kennt man sie von den Andamanen und Südostindien (Andhra Pradesh).
Die Tiere sind Weichbodenbewohner im flachen Wasser, die mit den hinteren und vorderen Fortsätzen im Schlamm verankert sind.

## Taxonomie
Das Taxon wurde 1819 von Jean-Baptiste de Lamarck bereits ist der Kombination Malleus albus aufgestellt. Synonyme sind: Malleus maculatus Donovan, 1823, Malleus normalis var. albida Lamarck, 1819, Malleus novelesianus Iredale, 1931 und Malleus savignyi Jousseaume in Lamy, 1919.

## Belege